# Nueva Alianza Popular
La Nueva Alianza Popular (NAP) fue un partido político chileno de ideología marxista, que tuvo existencia legal entre 1996 y 1998.

## Historia
El partido fue fundado el 24 de octubre de 1995, siendo inscrito como partido en formación ante el Servicio Electoral de Chile el 30 de enero de 1996, a partir de una escisión del Partido Socialista de Chile (PS). Fue inscrito oficialmente como partido político legal el 13 de septiembre de 1996. Al año siguiente conformó, junto con el Partido Comunista de Chile (PCCh), el pacto electoral "La Izquierda", para las elecciones parlamentarias. En dichas elecciones presentó ocho candidatos a diputado, pero ninguno de ellos resultó elegido y obtuvo 8.971 votos, con el 0,15%. Debido a que obtuvo menos de la votación requerida por ley para mantener el estatus de partido político legal, el SERVEL disolvió la Nueva Alianza Popular el 23 de junio de 1998.
La colectividad continuó funcionando de manera independiente tras su disolución. En 1999 apoyó la candidatura presidencial de Gladys Marín, y en junio de 2000 intentaron sin éxito volver a inscribirse como partido político.

## Resultados electorales

### Elecciones parlamentarias
| Elección | Diputados | Diputados       | Diputados | Senadores    | Senadores    | Senadores    |
| Elección | Votos     | % de votos      | Escaños   | Votos        | % de votos   | Escaños      |
| -------- | --------- | --------------- | --------- | ------------ | ------------ | ------------ |
| 1997     | 8971      | \| \| 0,15 % \| | 0/120     | No participó | No participó | No participó |
|          | 0,15 %    |                 |           |              |              |              |